# Lucius Junius Silanus
Lucius Junius Silanus (ca. 12 - 1 januari 49) was een Romeins politicus. In 48 was hij praetor.

## Leven
Lucius Junius Silanus was een zoon van Marcus Junius Silanus Torquates, die in 19 consul was, en Aemilia Lepida. Via zijn moeder stamde hij af van keizer Augustus, Marcus Vipsanius Agrippa en Marcus Aemilius Lepidus. Hierdoor behoorde hij samen met zijn broers en zusters Decimus Junius Silanus Torquatus, Marcus Junius Silanus, Junia Silana en Junia Calvina tot een van de meest geziene families onder de latere keizers van de Julisch-Claudische dynastie.
In 41 werd hij verloofd met de nog maar tweejarige Claudia Octavia, de dochter van keizer Claudius en Messalina. Daarmee werd Silanus een potentiële opvolger van Claudius. Vermoedelijk naar aanleiding van campagne in Brittania (44) ontving Silanus bovendien de Romeinse eretekens van triomf, naar aanleiding waarvan hij grootse gladiatorspelen gaf. Hij bezat het ambt van Vigintivir en de toezegging dat hij het voor vijf jaar zou behouden, zoals nodig was voor de cursus honorum. In het jaar 48 was hij tot eind december praetor. Omdat men voor dit ambt gewoonlijk de leeftijd van 40 jaar moest hebben, schat men zijn geboortedatum rond 12 na Chr.
In het jaar dat Silanus praetor was, was Lucius Vitellius censor, samen met keizer Claudius. Messalina was in die tijd reeds ter dood gebracht en Claudius was van zins zijn nicht Agrippina te huwen. Agrippina wilde echter ook dat haar zoon Lucius Domitius Ahenobarbus (de latere keizer Nero) zou trouwen met Octavia, om zo keizer Claudius te kunnen opvolgen na zijn dood. Op verzoek van Agrippina beschuldigde Lucius Vitellius Silanus ervan te grote affectie te tonen voor zijn zuster Junia Calvina (die tot kort daarvoor met Vitellius' zoon Lucius gehuwd was). Op 29 december liet Vitellius Silanus uit de senatorenstand verwijderen. Daarmee kwam tevens een einde aan zijn ambt van praetor en aan zijn verloving met Octavia. Volgens Tacitus pleegde Silanus drie dagen later, op 1 januari 49, de dag waarop Claudius en Agrippina in het huwelijk traden, zelfmoord (al dan niet onder dwang). Seneca stelt echter dat Silanus wegens bloedschande op last van Claudius werd geëxecuteerd.